# Behemot (mytologi)

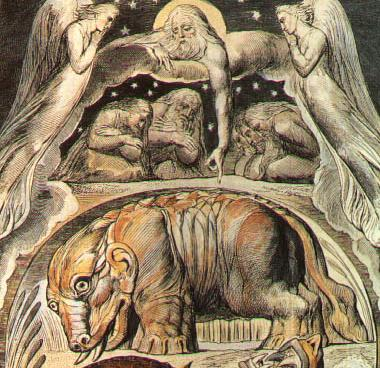
Behemoth av William Blake.

Behemot är ett växtätande mytologiskt djur som nämns i Jobs bok i Gamla Testamentet. Ordet är troligen en plural- eller augmentativform av hebreiska בהמה bəhēmāh, som betyder ’best’ eller ’stort djur’, arabiska بهيموث Bahīmūth eller بهموت. Bahamūt.
| ”                                             | Pryd dig då med ära och höghet, kläd dig i majestät och härlighet. Se, Behemot, han är ju mitt verk såväl som du. Han lever av gräs såsom en oxe. Och se vilken kraft han äger i sina länder, vilken styrka han har i sin buks muskler. Han bär sin svans så styv som en ceder, ett konstrikt flätverk äro senorna i hans lår. Hans benpipor äro såsom rör av koppar, benen i hans kropp likna stänger av järn. Förstlingen är han av vad Gud har gjort; hans skapare själv har givit honom hans skära. Ty foder åt honom frambära bergen, där de vilda djuren alla hava sin lek. Under lotusträd lägger han sig ned, i skygdet av rör och vass. Lotusträd giva honom tak och skugga, pilträd hägna honom runt omkring. Är floden än så våldsam, så ängslas han dock icke; han är trygg, om ock en Jordan bryter fram mot hans gap. Vem kan fånga honom, när han är på sin vakt, vem borrar en snara genom hans nos? | „ |
| – Job 40:10–24, Bibeln, 1917 års översättning | |   |

I apokryferna är Behemot ett mytologiskt djur, skapat på den femte dagen samtidigt med Leviatan. Båda spelar en central roll i ofiternas gnostiska system.

## Tolkningar
Behemot skulle kunna vara ett verkligt djur, ofta identifierad med en vattenbuffel, elefant eller flodhäst. Vissa forskare anser dock att dessa djur inte stämmer in i beskrivningen, till exempel beskrivningen av en svans som ett cederträd, och beskrivningen skulle då främst vara symbolisk och inte zoologisk.
Den vanligaste uppfattningen är att beskrivningen avser en flodhäst. Flodhästen var i det antika Egypten symbol för kaoskrafterna och det går i linje med framställningen i Jobs bok.

## I litteraturen
Den stora, svarta och talande katten som går på bakbenen i Michail Bulgakovs roman Mästaren och Margarita heter Behemot.